# José Sebastião Witter
José Sebastião Witter (Fernando Prestes, 20 de janeiro de 1933 — Mogi das Cruzes, 7 de julho de 2014) foi professor e historiador, além de diretor geral do Museu Paulista na segunda metade dos anos 1990. Foi responsável por grandes contribuições para a pesquisa e ensino em História do Brasil e pioneiro nos estudos da cultura do futebol como objeto acadêmico no Brasil. Faleceu em 2014 em casa, aos 81 anos, por conta de um infarto agudo.

## Carreira
José Sebastião Witter começou sua carreira como professor de história na rede pública de São Paulo, em meados dos anos 1950. Formou-se em História na Faculdade de Filosofia e Ciências Humanas da Universidade de São Paulo (FFLCH-USP) e a partir de 1964 tornou-se professor de graduação na mesma instituição, ministrando no começo da carreira docente disciplinas de Brasil Colônia e Brasil Império. Foi orientando de Sérgio Buarque de Hollanda no mestrado e no doutorado. Obteve o título de doutor em 1971 com tese sobre o Partido Republicano Federal, primeira tentativa de organização de partido político durante o período da República Velha. Na Universidade de São Paulo, ainda pelo curso de História, obteve os títulos de livre docente em 1982 e de professor emérito em 2003. 
Ao longo de sua carreira, assumiu posições de destaque em órgãos variados, sendo que suas contribuições nelas foram reconhecidas pela visão inovadora para a a época quanto à proteção e disponibilização de acervos documentais, abrindo caminhos para a melhoria de condições de pesquisa em história, em especial no Estado de São Paulo.
Foi supervisor do Arquivo Público do Estado de São Paulo, vinculado à Secretaria da Cultura do Estado de São Paulo, entre 1977 e 1988, além de membro do membro do Instituto Histórico e Geográfico de São Paulo (IHGSP).
Witter também foi responsável pela direção entre 1990 e 1994 do Instituto de Estudos Brasileiros (IEB), órgão fundado por Sérgio Buarque de Hollanda. No mesmo período, foi também coordenador geral da Coordenadoria de Comunicação Social (CODAC) USP, logo antes de assumir a diretoria do Museu Paulista. No museu, permaneceu no cargo até 1999, sendo precedido por Ulpiano Bezerra de Meneses.
Destaca-se também sua pesquisa pioneira no tema do futebol e cultura no Brasil a partir dos anos 1970. Na época, os estudos sobre futebol não eram considerados sérios pela academia, de forma que Witter enfrentou certa adversidade de seus colegas. Participou do projeto de memória oral intitulado "Memorias do Futebol" entre 1976 e 1987 no Museu da Imagem e do Som (MIS), junto a Boris Kossoy e José Carlos Sebe Bom Meihy. Nele, foram gravadas mais de 90 horas de depoimentos de personagens do futebol brasileiro, como jogadores, técnicos e cronistas esportivos.
Publicou e organizou 15 livros em vida, entre eles os títulos Túnel do Tempo (2007), Breve História do Futebol Brasileiro (1996), A Revolta dos Parceiros e Partido Republicano Federal, além de um extenso rol de publicações de artigos e colaborações acadêmicas. Também escrevia para o Jornal O Diário de Mogi, inclusive na editoria de esportes.